# RIM-161 Standard Missile 3
El RIM-161 Standard Missile 3 (SM-3) es un misil antibalístico utilizado en buques por la Armada de Estados Unidos y otros países para interceptar misiles ICBM e IRBM como parte del Sistema de Defensa de Misiles Balísticos Aegis. Aunque diseñado principalmente como un misil antibalístico, el SM-3 también se ha empleado con capacidad antisatélite en el extremo más inferior de la órbita terrestre. El SM-3 ha sido probado y es principalmente utilizado por la Armada de Estados Unidos y también por la Fuerza Marítima de Autodefensa de Japón y en el futuro por la Armada Real de los Países Bajos.

## Desarrollo
El SM-3 evolucionó desde el diseño probado del SM-2 Block IV. El SM-3 utiliza el mismo motor de cohete de doble empuje del misil Bloque IV para las fases primera y segunda, la misma sección de control de dirección y guía de misiles de mitad de trayectoria para maniobrar en la atmósfera. Para soportar el aumento de alcance en una intercepción exo-atmosférica, el empuje adicional la proporciona una tercera etapa, nueva para el misil SM-3, que contiene un motor de cohete de doble pulso para la primera fase exo-atmosférica de vuelo.
El 18 de mayo de 2010 la Agencia de Defensa de Misiles respondió a un informe del New York Times sobre problemas con el SM-3, calificando al informe de erróneo y afirmando que las pruebas de misiles habían tenido éxito.

## Operación y rendimiento
El radar AN/SPY-1 de la nave encuentra el misil balístico y el sistema de armas Aegis calcula una solución para el objetivo. Cuando se ordena lanzar el misil, el cohete de combustible sólido Aerojet MK 72 lanza al SM-3 fuera de la celda del Sistema de Lanzamiento Vertical Mark 41 (VLS). El misil, a continuación, establece la comunicación con la nave. Una vez que el cohete empujador se agota, se separa y el motor de cohete de combustible sólido de doble empuje Aerojet MK 104 (DTRM) se apodera de la propulsión para el vuelo a través de la atmósfera. El misil continúa recibiendo información de orientación durante el vuelo desde el lanzamiento y se ayuda de datos GPS. El motor cohete ATK MK 136 de combustible sólido (TSRM) de la tercera etapa se pone en funcionamiento una vez se agota el cohete de la segunda etapa y dirige al misil por encima de la atmósfera (si es necesario). El TSRM es un motor de pulsos que proporciona propulsión al SM-3 durante 30 segundos para interceptar.
En ese momento, la tercera etapa se separa y la ojiva cinética (kinetic warhead (KW)) del Proyectil Exo-Atmosférico Ligero (LEAP) comienza a buscar el objetivo utilizando los datos transmitidos por la nave. El sistema de control de conducta y desviación (SDACS) del cohete ATK de combustible sólido, permiten a la ojiva cinética maniobrar en la fase final de la aproximación. Los sensores de la KW identifican el objetivo, e intentan identificar la parte más vulnerable dirigiéndola hacia ese punto. Si la KW intercepta el objetivo, proporciona 130 megajulios (96.000.000 CV, equivalente a 31 kg de TNT) de energía cinética en el punto de impacto.
Estudios independientes realizados por algunos expertos en física han planteado algunas preguntas importantes sobre la tasa de éxito del misil para alcanzar los objetivos. En una respuesta publicada, el Departamento de Defensa afirmó que estos resultados no eran válidos, ya que los analistas utilizaron los primeros lanzamientos como parte de sus datos, cuando esos lanzamientos no fueron significativos para el programa en general. El Departamento de Defensa declaró:
…las primeras pruebas utilizaron prototipos de interceptores; las costosas ojivas para simulacros no fueron utilizadas en las pruebas ya que la capacidad letal específica no era un objetivo de la prueba, el objetivo era dar al misil enemigo. Contrariamente a las afirmaciones de Postol y Lewis, las tres pruebas resultaron en éxitos de blancos con el misil balístico destruido. Esto proporciona evidencia empírica de que la intercepción de misiles balísticos podría lograrse en el mar con interceptores lanzados desde buques Aegis.

Después de completar con éxito estas primeras pruebas de desarrollo, el programa de prueba sólo avanzaba en "dar al blanco" para la determinación de la letalidad y la configuración operacional del sistema Aegis con el SM-3 bloque I y SM-3 bloque 1A. Estas series de pruebas fueron las más integrales y realistas del ensayo MDA, resultando en el Informe de Evaluación de los Test Operacionales de Evaluación de Fuerzas de octubre de 2008 afirmando que el Sistema Aegis contra Misiles Balísticos Bloque 04 3,6 era operacionalmente efectivo y adecuado para la transición a la Armada.

Desde 2002, se han lanzado un total de 19 misiles SM-3 en 16 eventos de prueba diferentes resultando en 16 intercepciones contra amenazas de tamaño real y más desafiante con unidades a subescala, y amenazas a tamaño real con separación de ojivas. Además, un sistema Aegis BMD/SM-3 modificado destruyó con éxito un satélite defectuoso de EE.UU. impactando al satélite en el lugar adecuado para evitar la peligrosidad de darle al depósito de combustible en la mejor tasa media de aciertos de cualquier tecnología de defensa de misiles balísticos nunca intentado.

Los autores del estudio SM-3 citan sólo pruebas que implican objetivos individuales y optaron por no citar las cinco intercepciones con éxito de seis intentos contra blancos de separación, que, debido a su mayor velocidad y pequeño tamaño, plantean un blanco mucho más desafiante para el SM-3 que un misil mucho más grande. Tampoco mencionaron el hecho de que el sistema intercepta con éxito objetivos mucho más pequeños que las probables amenazas de misiles que de forma rutinaria se encontrará y han logrado resultados que muchos otros programas del Departamento de Defensa aspiran a alcanzar.

## Utilizado por varias naciones

### Estados Unidos

#### Defensa antimisiles
En septiembre de 2009, el presidente Obama anunció planes para abandonar emplazamientos de defensa de misiles en Europa oriental, a favor de sistemas de defensa de misiles ubicados en buques de la US Navy. El 18 de septiembre de 2009, el primer ministro ruso Putin acogió con beneplácito los planes de Obama para la defensa de misiles que pueden incluir emplazar buques de guerra estadounidenses Aegis armados en el Mar Negro. Esta implementación comenzó a producirse ese mismo mes, con el despliegue de buques Aegis equipados con el sistema de misil RIM-161 SM-3, que complementa los sistemas Patriot ya desplegados por unidades estadounidenses.
El SM-3 ha mostrado algunos de los mejores resultados de cualquier sistema antimisil utilizado por los Estados Unidos. El SM-3 es la mejor forma de defensa contra los recientemente desarrollados y supuestamente operacionales misiles balísticos antibuque chinos, que están diseñados para hundir los portaaviones americanos.

#### Antisatélite
El 14 de febrero de 2008, oficiales de Estados Unidos anunciaron los planes para usar un misil SM-3 modificado lanzado desde un grupo de tres barcos en el Pacífico Norte para destruir el satélite defectuoso estadounidense USA 193 a una altitud de 130 millas náuticas (240 kilómetros) poco antes de la reentrada atmosférica, afirmando que la intención era "reducir el peligro para los seres humanos" debido a la posible liberación de hidracina tóxica que llevaba a bordo. Un portavoz declaró que el software asociado con el SM-3 había sido modificado para aumentar las posibilidades de los sensores del misil para reconocer que el satélite era su objetivo, ya que el misil no fue diseñado para operaciones ASAT.
El 21 de febrero de 2008 a las 3:26 (UTC) el USS Lake Erie, un crucero de misiles guiados de clase Ticonderoga, disparó un misil SM-3, impactó y destruyó con éxito el satélite, con una velocidad cercana de unos 22.783 mph (36.667 km/h), mientras el satélite estaba a 247 kilómetros (133 millas) sobre el Océano Pacífico. El USS Decatur, USS Russell, así como otros sensores en tierra, aire, mar y sensores espaciales estuvieron involucrados en la operación.

### Israel
Según Industria Defensa Diaria (Defense Industry Daily), Israel estaba considerando la posibilidad de ordenar un sistema basado en tierra SM-3. Israel utiliza actualmente el sistema Arrow y el sistema Patriot, sin embargo buscaba mayor protección. Al final, eligió para su territorio su propio Arrow 3 mejorado, ya que la idea de un sistema de defensa terrestre SM-3 había sido escogida para otros lugares y ahora jugará un papel clave en Europa.

### Japón
En diciembre de 2007, Japón realizó una prueba con éxito de un SM-3 bloque IA a bordo del JDS Kongō contra un misil balístico. Esta fue la primera vez que un buque japonés fue empleado para lanzar el misil interceptor durante un ensayo del sistema de defensa de misiles balísticos Aegis. En pruebas anteriores, la Fuerza Marítima de Autodefensa de Japón había proporcionado seguimiento y comunicaciones.
En noviembre de 2008 se realizó una segunda prueba conjunta japonés-estadounidense desde el JDS Chōkai que no tuvo éxito. Tras una Junta de revisión del fallo, JFTM-3 le sucedió un lanzamiento desde el JDS Myōkō resultante en una intercepción exitosa en octubre de 2009.
El 28 de octubre de 2010 se realizó una prueba con éxito desde el JDS Kirishima. La Instalación de Misiles del Pacífico de la Armada de los Estados Unidos en Kauai lanzó el misil balístico designado como objetivo. La tripulación del Kirishima, operando fuera de la costa de Kauai, detectó y rastreó el objetivo antes de disparar un misil SM-3 Block IA.

### Polonia
El 3 de julio de 2010, Polonia y Estados Unidos firmaron un acuerdo modificado para la defensa de misiles bajo cuyos términos se instalarán sistemas terrestres de SM-3 en Polonia. Esta configuración fue aceptada como una alternativa probada y disponible para los interceptores de misiles que se propusieron durante la administración Bush, pero que están todavía en desarrollo. La Secretaria de Estado estadounidense Hillary Clinton, presente en la firma en Cracovia junto con el ministro de Relaciones Exteriores de Polonia Radoslaw Sikorski, subrayó que el programa de defensa de misiles fue destinado a disuadir las amenazas de Irán y no plantea ningún desafío para Rusia.

### Rumanía
Estados Unidos planea instalar una estación móvil terrestre SM-3 (bloque IB) en Rumania a partir de 2015.

### España
El 5 de octubre de 2011, el presidente del Gobierno, José Luis Rodríguez Zapatero anunció en Bruselas la inclusión de España en el sistema de defensa antimisil que Estados Unidos y la OTAN quieren desplegar para poder hacer frente a amenazas balísticas procedentes de países como Irán o Corea del Norte, con la aportación de la Base Naval de Rota. La base albergará a partir del 2013 cuatro buques estadounidenses de la clase Arleigh Burke dotados con el sofisticado sistema de radar e intercepción de misiles Aegis, además de 1.100 militares.
No se descarta la participación de España con otras capacidades de defensa antimisil como las fragatas F-100, equipadas con el sistema de defensa antimisil AEGIS, o elementos del regimiento 74 de artillería antiaérea, también capacitados para la defensa antimisil.

## Variantes
La versión SM-3 Block IA proporciona una actualización sustancial para mejorar la fiabilidad y facilidad de mantenimiento a un costo reducido. El SM-3 bloque IB, requerido en 2010, ofrece mejoras que incluyen un avanzado buscador por infrarrojos de dos longitudes de onda y un sistema de control de conducta  y desviación, control de velocidad  por 10-propulsores de combustible sólido (SDACS/TDACS) en el vehículo de impacto final para darle mejor capacidad contra misiles balísticos o ojivas. El TDACS sólido es un proyecto conjunto de Raytheon/Aerojet, aunque Boeing suministra algunos componentes de la ojiva cinética. Con el bloque IB y las mejoras asociadas a su uso en buques, la Marina gana la capacidad de defensa contra misiles de alcance medio y algunos misiles balísticos de alcance intermedio. El SM-3 bloque II ampliará el cuerpo del misil a 21" y reducirá el tamaño de las aletas de maniobra. Todavía cabrán en los sistemas de lanzamiento vertical Mk41, y el misil será más rápido y tendrá mayor alcance. El SM-3 bloque IIA agregará un vehículo de impacto de mayor diámetro que será más maniobrable y llevará otro sensor / mejora en la discriminación de objetivos. Ha sido programado para debutar alrededor de 2015, con lo cual la Armada tendrá un arma que podrá derribar algunos misiles balísticos intercontinentales.
| Designación            | Block          | Notas |
| ---------------------- | -------------- | --- |
| RIM-161A               | SM-3 Block I   | Versión de desarrollo. El SM-3 Block I usa el armazón básico del SM-2ER Block IVA y la misma propulsión - Motor cohete de tercera etapa (Axial de combustible sólido avanzado, ASAS, por Alliant Techsystems) - Sección de guiado GPS/INS (GAINS, GPS-Sistema de Navegación Inercial) - Ojiva cinética (KW) LEAP (Proyectil Exo-atmosférico ligero), ojiva no explosiva de impacto directo |
| RIM-161B               | SM-3 Block IA  | - Buscador infrarrojo de una longitud de onda - Sistema de Control de Conducta y Desviación del Combustible Sólido (SDACS) |
| RIM-161C               | SM-3 Block IB  | Revisión crítica del diseño aprobado el 13 de julio de 2009. - Buscador por infrarrojos de dos longitudes de onda. - Sistema de Control de Conducta y Desviación de Aceleración (TDACS) - Óptica reflectante completa - Procesador de Señales Avanzado |
| RIM-161D               | SM-3 Block II  | - Ojiva Cinética de Alta Velocidad - 21 pulgada (533,4 mm) de diámetro del motor cohete de primera etapa |
| Ninguno hasta la fecha | SM-3 Block IIA | - Ojiva Cinética de Alta Desviación - Buscador Avanzado Discriminatorio |

Fuentes de la tabla, material de referencia:

### Misiles similares
- THAAD
- 40N6
- Arrow 3
- PAD
- PDV

## Galería

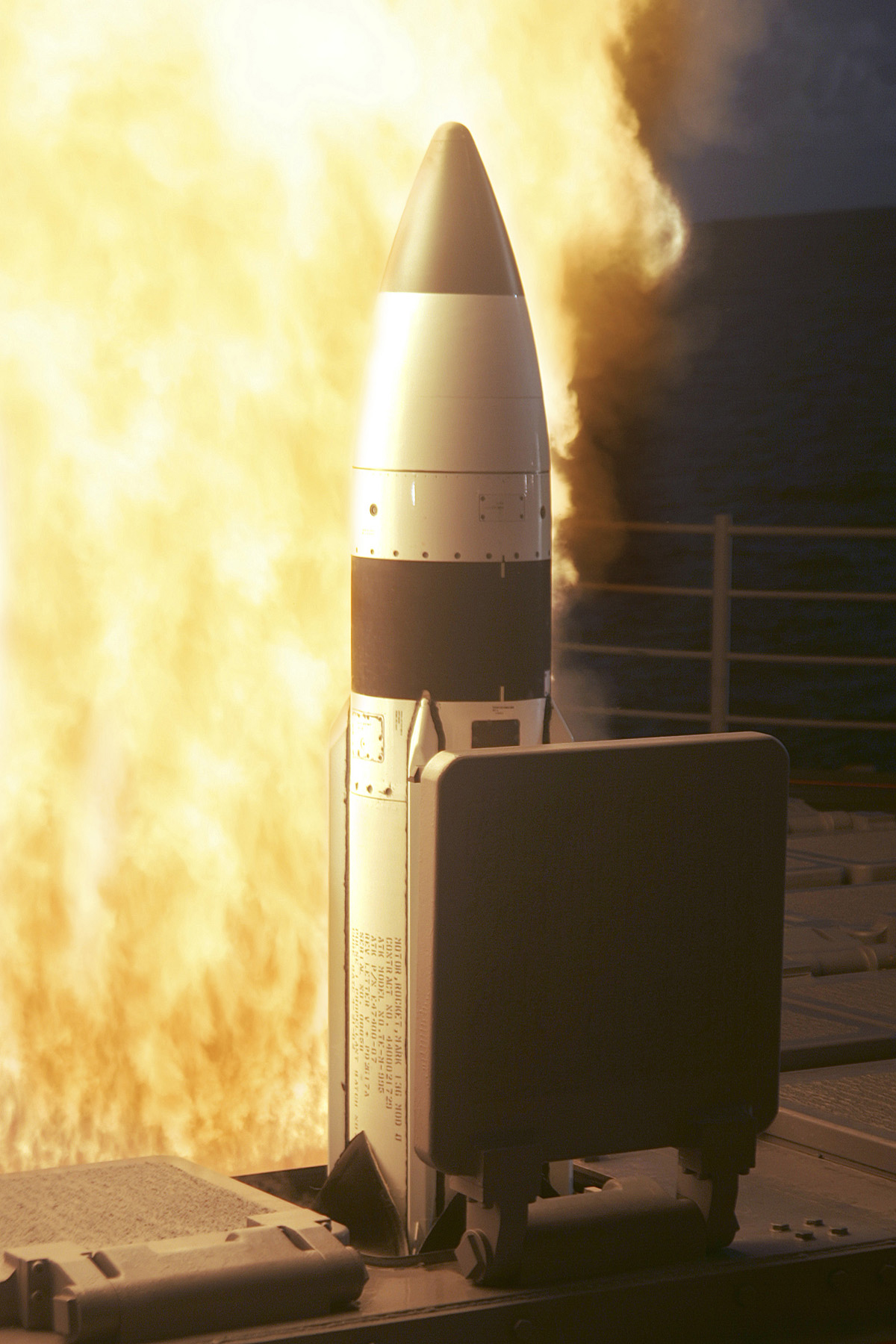
SM-3 lanzado desde el USS Lake Erie (CG-70), 2005
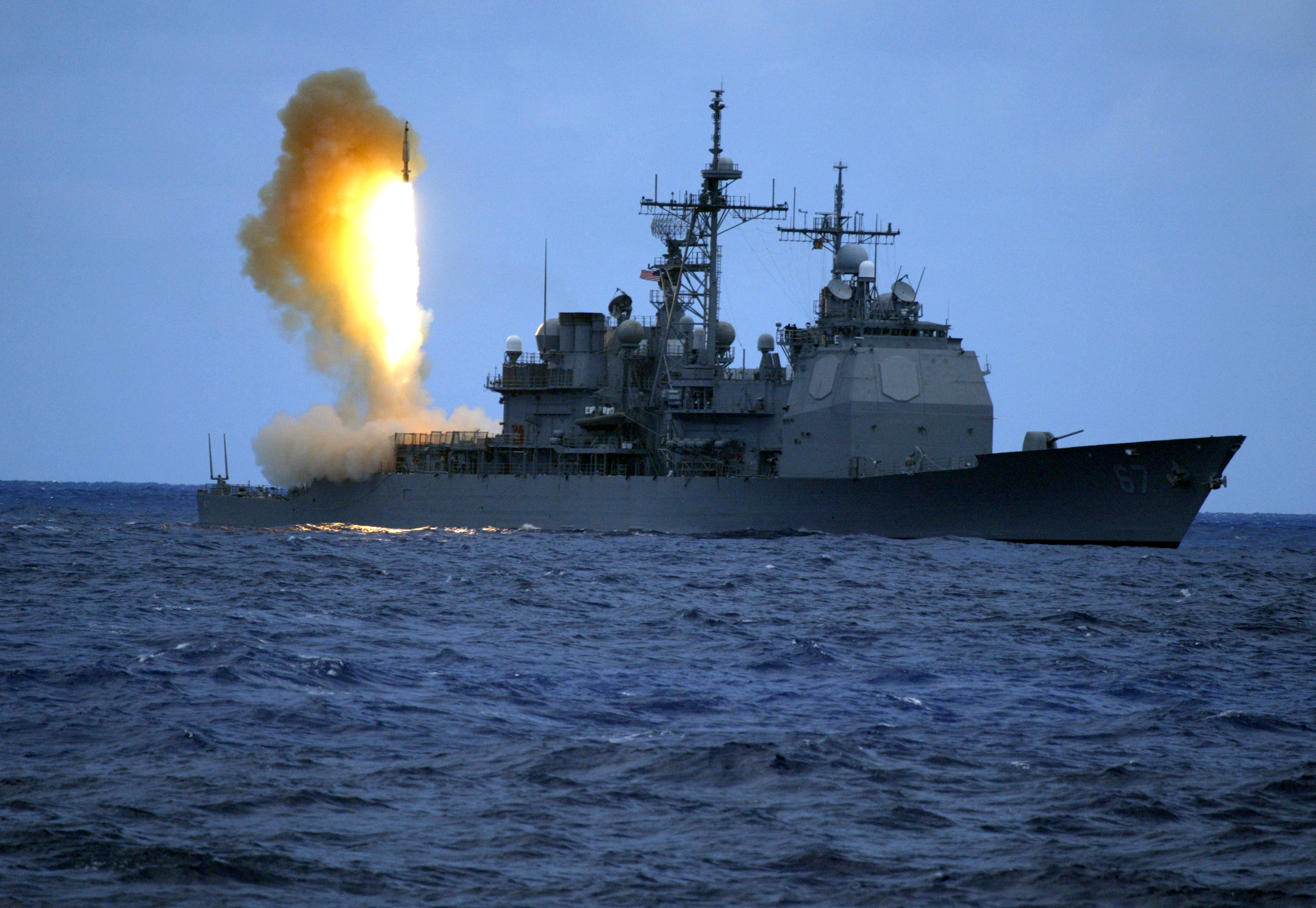
SM-3 lanzado desde el USS Shiloh (CG 67), 2006
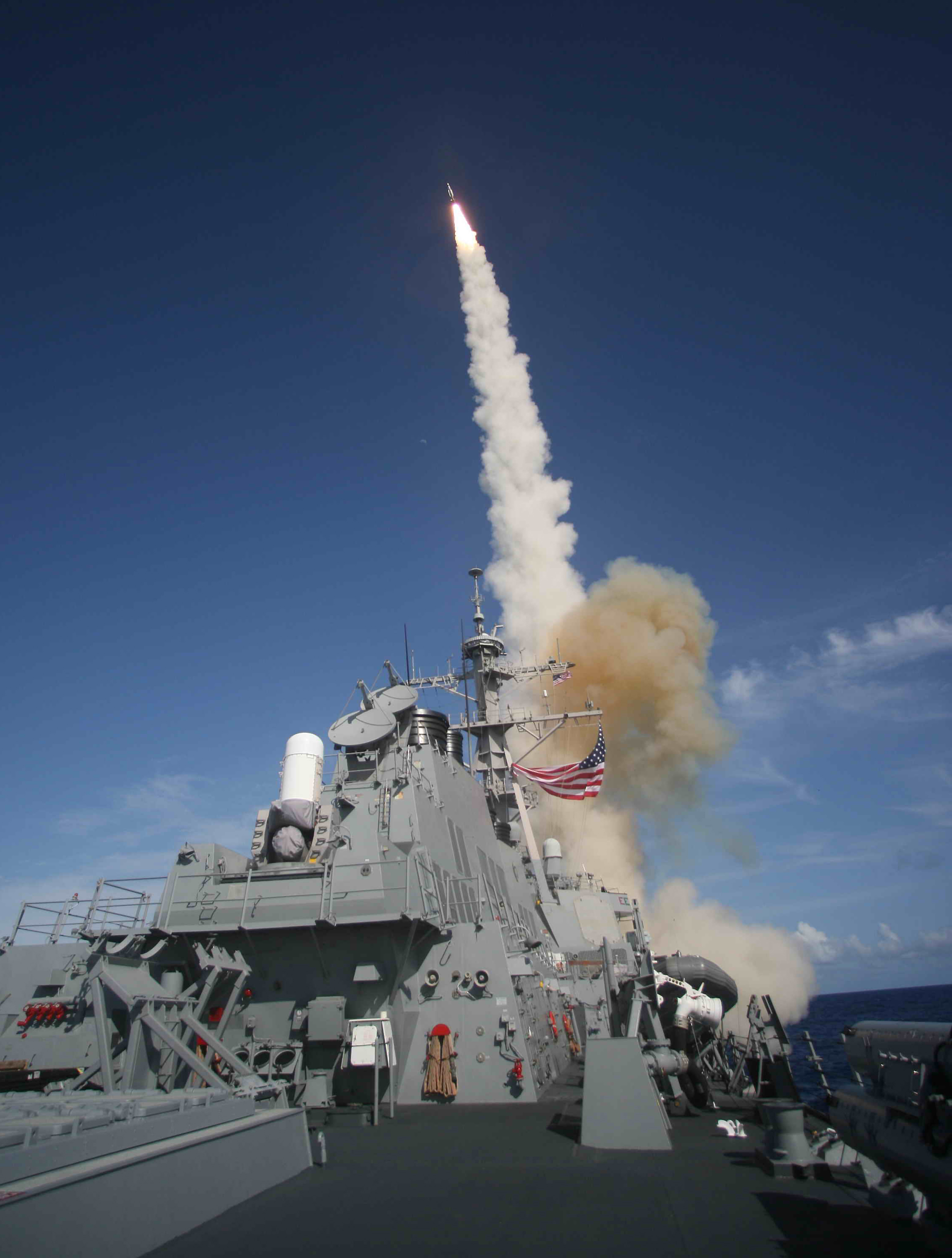
SM-3 ascendiendo desde el USS Decatur (DDG-73), 2007
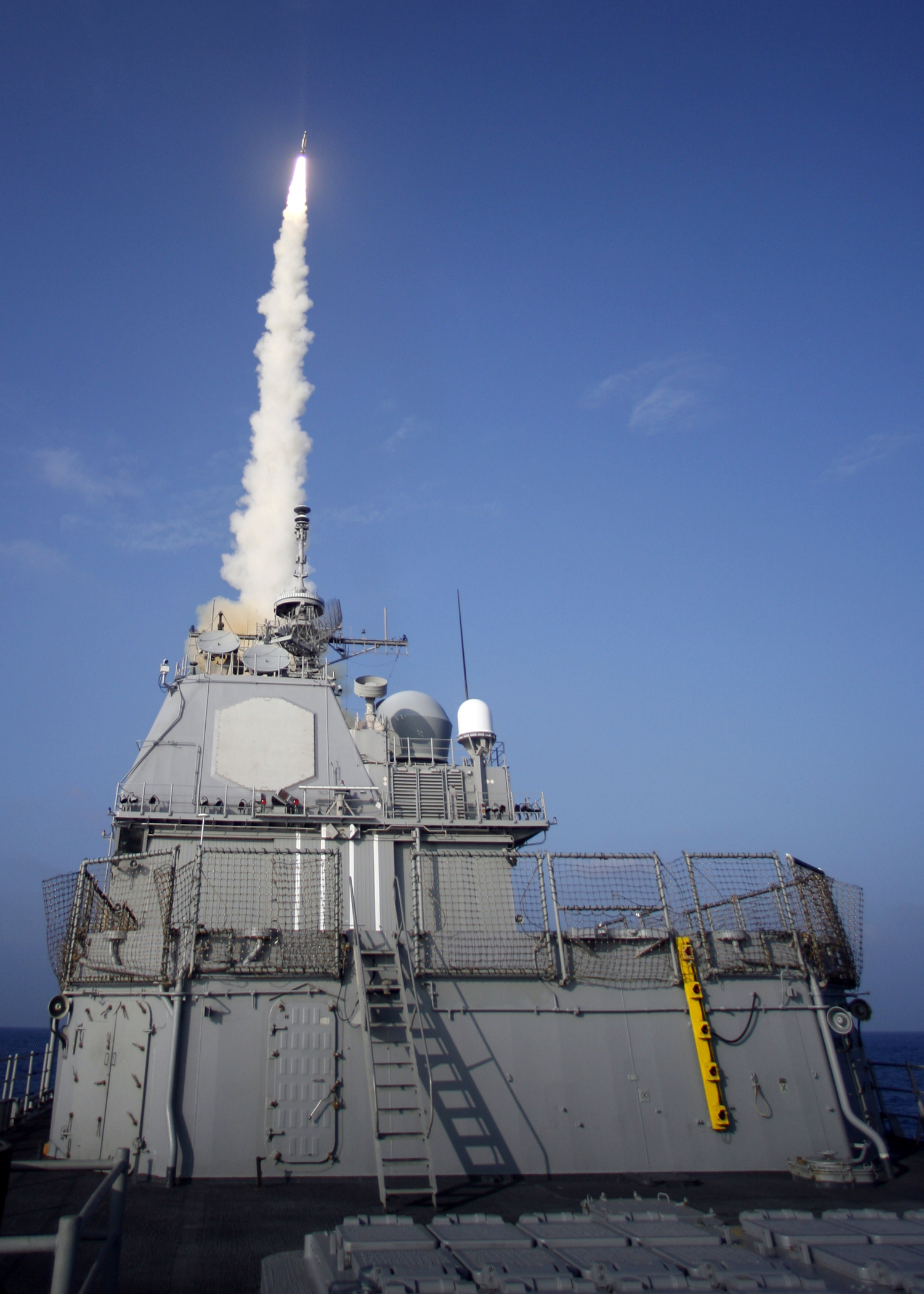
SM-3 ascendiendo desde el USS Lake Erie (CG-70), 2008